# Nie ma Cię tu
Nie ma Cię tu – singel polskiej piosenkarki Marty Bijan. Singel został wydany 27 marca 2024.
Kompozycja znalazła się na 14. miejscu listy OLiA, najczęściej odtwarzanych utworów w polskich rozgłośniach radiowych.

## Geneza utworu i historia wydania
Utwór napisali i skomponowali Marta Bijan, Patryk Kumór, Maria Dzięcielak, Piotr Zborowski, Dominic Buczkowski-Wojtaszek i Frank Bo, natomiast za produkcję utworu odpowiadał Hotel Torino. Piosenkarka o singlu:

»Nie ma Cię tu« to gorzka historia o życiu po rozstaniu. Utrata kontaktu z osobą, która do tej pory była ogromną częścią naszej rzeczywistości, może prowadzić do skrajnie różnych zachowań, a każdy kolejny dzień może stać się sinusoidą emocji. Dziś czujemy, że przenosimy góry, bo czeka nas coś nowego, jutro możliwe, że spędzimy długie godziny w łóżku, płacząc za tym, co minione i nie widząc nadziei na nic lepszego. Warto znormalizować taką zmienność, przyjrzeć się każdej myśli, która się pojawia, a następnie stawić jej czoła.

Singel ukazał się w formacie digital download 27 marca 2024 w Polsce za pośrednictwem wytwórni płytowej DB4 Management w dystrybucji Warner Music Poland.

## „Nie ma Cię tu” w stacjach radiowych
Nagranie było notowane na 14. miejscu w zestawieniu OLiA, najczęściej odtwarzanych utworów w polskich rozgłośniach radiowych.

## Teledysk
Do utworu powstał teledysk w reżyserii Anny Sobczuk-Bijan, który udostępniono w dniu premiery singla za pośrednictwem serwisu YouTube.

## Lista utworów
- Digital download[3]

1. „Nie ma Cię tu” – 2:29

## Notowania

### Pozycja na liście airplay
| Kraj   | Lista (2024)                   | Najwyższa pozycja |
| ------ | ------------------------------ | ----------------- |
| Polska | OLiS – oficjalna lista airplay | 14                |

## Wyróżnienia
| Rok  | Konkurs                  | Kategoria    | Rezultat    |
| ---- | ------------------------ | ------------ | ----------- |
| 2024 | Przebój roku RMF FM 2024 | Przebój roku | 85. miejsce |